# Basquetebol nos Jogos Pan-Americanos de 2023 - Feminino
O torneio feminino de basquetebol nos Jogos Pan-Americanos de 2023 foi realizado entre 25 e 29 de outubro no Poliesportivo 1 do Estádio Nacional, em Santiago. Oito equipes participaram do evento.

## Qualificação
As competições de basquetebol 5x5 tiveram a participação de oito equipes, constituídas por 12 jogadoras. Uma vaga foi garantida ao país anfitrião, Chile, e o restante das equipes do feminino foi definida pelo resultado na Copa América de 2023.
| Evento               | Datas                | Local | Vagas | Classificados                                                                                      |
| -------------------- | -------------------- | ----- | ----- | -------------------------------------------------------------------------------------------------- |
| País-sede            | —                    | —     | 1     | Chile                                                                                              |
| Copa América de 2023 | 1–9 de julho de 2023 | León  | 7     | Brasil · Estados Unidos* · Canadá* · Porto Rico · Colômbia · Venezuela · Argentina · México · Cuba |
| Total                |                      |       | 8     | |

* As equipes dos Estados Unidos e Canadá optaram por não participar.

## Formato
As oito equipes foram divididas em dois grupos de quatro equipes. Cada equipe enfrenta as outras equipes do mesmo grupo, totalizando três jogos. As duas primeiras colocadas de cada grupo se classificam as semifinais e as restantes para jogos de definição do quinto e do sétimo lugar. Nas semifinais, as vencedoras disputam a medalha de ouro e as perdedoras a de bronze.

## Medalhistas
|  | BRA Brasil |  | COL Colômbia |  | ARG Argentina |
|  | Maria Lopes Gabriella Darrigo Vanessa Fausto Emanuely de Oliveira Aline Cezário Érika de Souza Licinara Rodrigues Leila Zabani Carina dos Santos Débora Fernandes Mariana Moura Ana de Oliveira |  | Meredith Venner Yuliany Paz Mayra Caicedo Carolina López Manuela Ríos Mabel Martínez Yanet Arias Jenifer Muñoz Isabel Rodríguez Marlyn Vente Tania Valencia María Delgado |  | Valeria Fernández Malvina D'Agostino Agustina García María Jourdheuil Carla Miculka Candela Gentinetta Agustina Marín Delfina Saravia Camila Suárez Natassja Kolff Victoria Gauna Magali Vílches |

## Primeira fase
|  | Equipes classificadas à fase final          |
|  | Equipes classificadas à disputa de 5º lugar |
|  | Equipes classificadas à disputa de 7º lugar |

Todas as partidas seguem o fuso horário local (UTC−3).

### Grupo A
| Equipe         | J | V | D | PF  | PC  | Dif | Pts |
| -------------- | - | - | - | --- | --- | --- | --- |
| CUB Cuba       | 3 | 2 | 1 | 223 | 194 | +29 | 5   |
| ARG Argentina  | 3 | 2 | 1 | 238 | 232 | +6  | 5   |
| CHI Chile      | 3 | 1 | 2 | 205 | 215 | –10 | 4   |
| PUR Porto Rico | 3 | 1 | 2 | 207 | 232 | −25 | 4   |

| 25 de outubro 17:30 | Relatório | Cuba                                              | 86–74 | Argentina                                                           |  | Poliesportivo 1, Santiago Árbitros: PAN Julio Anaya BRA Fernando Leite CAN Kelsey Kisilevich |  |
| 25 de outubro 17:30 | Relatório | Placar por quarto: 24–15, 26–16, 17–15, 19–28     |       |                                                                     |  | Poliesportivo 1, Santiago Árbitros: PAN Julio Anaya BRA Fernando Leite CAN Kelsey Kisilevich |  |
| 25 de outubro 17:30 | Relatório | Pts: Montero 17 Rbts: Despaigne 9 Asts: Galindo 7 |       | Pts: Suárez 23 Rbts: D'Agostino 7 Asts: Gauna, Gentinetta, Suárez 3 |  | Poliesportivo 1, Santiago Árbitros: PAN Julio Anaya BRA Fernando Leite CAN Kelsey Kisilevich |  |

| 25 de outubro 20:00 | Relatório | Chile                                                         | 86–60 | Porto Rico                                      |  | Poliesportivo 1, Santiago Árbitros: URU Andrés Bartel BRA Alan dos Santos CAN Kevin Lei |  |
| 25 de outubro 20:00 | Relatório | Placar por quarto: 22–20, 28–18, 24–9, 12–13                  |       |                                                 |  | Poliesportivo 1, Santiago Árbitros: URU Andrés Bartel BRA Alan dos Santos CAN Kevin Lei |  |
| 25 de outubro 20:00 | Relatório | Pts: Cousiño, Gómez, Ovalle 13 Rbts: Cortés 8 Asts: Cousiño 7 |       | Pts: Benítez 17 Rbts: Meléndez 7 Asts: Harris 4 |  | Poliesportivo 1, Santiago Árbitros: URU Andrés Bartel BRA Alan dos Santos CAN Kevin Lei |  |

| 26 de outubro 17:30 | Relatório | Porto Rico                                       | 72–69 | Cuba                                                                |  | Poliesportivo 1, Santiago Árbitros: PAN Julio Anaya VEN Daniel García HON Orlando Varela |  |
| 26 de outubro 17:30 | Relatório | Placar por quarto: 10–26, 17–16, 20–16, 25–12    |       |                                                                     |  | Poliesportivo 1, Santiago Árbitros: PAN Julio Anaya VEN Daniel García HON Orlando Varela |  |
| 26 de outubro 17:30 | Relatório | Pts: Rosado 20 Rbts: Quiñones 9 Asts: Meléndez 7 |       | Pts: Armentero 16 Rbts: Claro 9 Asts: Armentero, Galindo, Tornell 3 |  | Poliesportivo 1, Santiago Árbitros: PAN Julio Anaya VEN Daniel García HON Orlando Varela |  |

| 26 de outubro 20:00 | Relatório | Argentina                                             | 87–71 | Chile                                                  |  | Poliesportivo 1, Santiago Árbitros: COL Carlos Vélez ECU Kristian Páez MEX Krishna Domínguez |  |
| 26 de outubro 20:00 | Relatório | Placar por quarto: 15–20, 25–20, 18–14, 29–17         |       |                                                        |  | Poliesportivo 1, Santiago Árbitros: COL Carlos Vélez ECU Kristian Páez MEX Krishna Domínguez |  |
| 26 de outubro 20:00 | Relatório | Pts: Gentinetta 23 Rbts: Gentinetta 11 Asts: Suárez 7 |       | Pts: Carrasco, Ovalle 13 Rbts: Ovalle 5 Asts: García 5 |  | Poliesportivo 1, Santiago Árbitros: COL Carlos Vélez ECU Kristian Páez MEX Krishna Domínguez |  |

| 27 de outubro 17:30 | Relatório | Porto Rico                                                 | 75–77 | Argentina                                                        |  | Poliesportivo 1, Santiago Árbitros: VEN Daniel García BRA Fernando Leite CAN Kevin Lei |  |
| 27 de outubro 17:30 | Relatório | Placar por quarto: 29–30, 14–17, 16–14, 16–16              |       |                                                                  |  | Poliesportivo 1, Santiago Árbitros: VEN Daniel García BRA Fernando Leite CAN Kevin Lei |  |
| 27 de outubro 17:30 | Relatório | Pts: Benítez, Quiñones 21 Rbts: Quiñones 9 Asts: Hilarie 5 |       | Pts: Suárez 22 Rbts: Gentinetta, Jourdheuil 7 Asts: Gentinetta 4 |  | Poliesportivo 1, Santiago Árbitros: VEN Daniel García BRA Fernando Leite CAN Kevin Lei |  |

| 27 de outubro 20:00 | Relatório | Cuba                                              | 68–48 | Chile                                                 |  | Poliesportivo 1, Santiago Árbitros: BRA Alan dos Santos CAN Kelsey Kisilevich URU Aline García |  |
| 27 de outubro 20:00 | Relatório | Placar por quarto: 11–11, 24–16, 10–7, 23–14      |       |                                                       |  | Poliesportivo 1, Santiago Árbitros: BRA Alan dos Santos CAN Kelsey Kisilevich URU Aline García |  |
| 27 de outubro 20:00 | Relatório | Pts: Conteras 22 Rbts: Galindo 10 Asts: Montero 7 |       | Pts: Cousiño 10 Rbts: Cousiño, Gómez 6 Asts: Novión 4 |  | Poliesportivo 1, Santiago Árbitros: BRA Alan dos Santos CAN Kelsey Kisilevich URU Aline García |  |

### Grupo B
| Equipe        | J | V | D | PF  | PC  | Dif | Pts |
| ------------- | - | - | - | --- | --- | --- | --- |
| BRA Brasil    | 3 | 3 | 0 | 244 | 158 | +86 | 6   |
| COL Colômbia  | 3 | 2 | 1 | 196 | 189 | +7  | 5   |
| VEN Venezuela | 3 | 1 | 2 | 175 | 232 | –57 | 4   |
| MEX México    | 3 | 0 | 3 | 173 | 209 | –36 | 3   |

| 25 de outubro 10:30 | Relatório | Brasil                                                      | 72–54 | México                                          |  | Poliesportivo 1, Santiago Árbitros: PUR Roberto Vásquez ECU Kristian Páez ARG Micaela Prado |  |
| 25 de outubro 10:30 | Relatório | Placar por quarto: 16–12, 19–16, 21–14, 16–12               |       |                                                 |  | Poliesportivo 1, Santiago Árbitros: PUR Roberto Vásquez ECU Kristian Páez ARG Micaela Prado |  |
| 25 de outubro 10:30 | Relatório | Pts: Fausto, Lopes 12 Rbts: De Souza 13 Asts: De Oliveira 4 |       | Pts: Ávila, Luna 9 Rbts: Luna 8 Asts: Ramírez 3 |  | Poliesportivo 1, Santiago Árbitros: PUR Roberto Vásquez ECU Kristian Páez ARG Micaela Prado |  |

| 25 de outubro 13:00 | Relatório | Colômbia                                     | 73–57 | Venezuela                                                |  | Poliesportivo 1, Santiago Árbitros: ARG Leonardo Zalazar PUR Carmelo de la Rosa URU Aline García |  |
| 25 de outubro 13:00 | Relatório | Placar por quarto: 23–15, 12–17, 12–6, 26–19 |       |                                                          |  | Poliesportivo 1, Santiago Árbitros: ARG Leonardo Zalazar PUR Carmelo de la Rosa URU Aline García |  |
| 25 de outubro 13:00 | Relatório | Pts: Paz 27 Rbts: Paz 8 Asts: Muñoz 4        |       | Pts: Corrales 12 Rbts: Corrales 7 Asts: Durán, Márquez 3 |  | Poliesportivo 1, Santiago Árbitros: ARG Leonardo Zalazar PUR Carmelo de la Rosa URU Aline García |  |

| 26 de outubro 10:30 | Relatório | Venezuela                                     | 47–97 | Brasil                                           |  | Poliesportivo 1, Santiago Árbitros: ARG Micaela Prado URU Aline García CAN Kelsey Kisilevich |  |
| 26 de outubro 10:30 | Relatório | Placar por quarto: 21–16, 5–31, 5–28, 16–19   |       |                                                  |  | Poliesportivo 1, Santiago Árbitros: ARG Micaela Prado URU Aline García CAN Kelsey Kisilevich |  |
| 26 de outubro 10:30 | Relatório | Pts: Durán 11 Rbts: Corrales 5 Asts: Rivera 3 |       | Pts: De Souza 14 Rbts: De Souza 9 Asts: Zabani 7 |  | Poliesportivo 1, Santiago Árbitros: ARG Micaela Prado URU Aline García CAN Kelsey Kisilevich |  |

| 26 de outubro 13:00 | Relatório | México                                        | 54–66 | Colômbia                               |  | Poliesportivo 1, Santiago Árbitros: URU Andrés Bartel PUR Carmelo de la Rosa CHI Felipe Ibarra |  |
| 26 de outubro 13:00 | Relatório | Placar por quarto: 16–18, 12–12, 16–18, 10–18 |       |                                        |  | Poliesportivo 1, Santiago Árbitros: URU Andrés Bartel PUR Carmelo de la Rosa CHI Felipe Ibarra |  |
| 26 de outubro 13:00 | Relatório | Pts: Luna 13 Rbts: Luna 9 Asts: Beltrán 4     |       | Pts: Muñoz 26 Rbts: Paz 8 Asts: Ríos 5 |  | Poliesportivo 1, Santiago Árbitros: URU Andrés Bartel PUR Carmelo de la Rosa CHI Felipe Ibarra |  |

| 27 de outubro 10:30 | Relatório | Brasil                                               | 78–57 | Colômbia                                      |  | Poliesportivo 1, Santiago Árbitros: PAN Julio Anaya ECU Kristian Páez HON Orlando Varela |  |
| 27 de outubro 10:30 | Relatório | Placar por quarto: 22–23, 19–8, 11–16, 26–10         |       |                                               |  | Poliesportivo 1, Santiago Árbitros: PAN Julio Anaya ECU Kristian Páez HON Orlando Varela |  |
| 27 de outubro 10:30 | Relatório | Pts: De Souza 14 Rbts: De Souza 8 Asts: Dos Santos 8 |       | Pts: Ríos 16 Rbts: Ríos 7 Asts: Muñoz, Ríos 3 |  | Poliesportivo 1, Santiago Árbitros: PAN Julio Anaya ECU Kristian Páez HON Orlando Varela |  |

| 27 de outubro 13:00 | Relatório | Venezuela                                           | 71–65 | México                                       |  | Poliesportivo 1, Santiago Árbitros: ARG Leonardo Zalazar CHI Felipe Ibarra PUR Carmelo de la Rosa |  |
| 27 de outubro 13:00 | Relatório | Placar por quarto: 24–15, 8–16, 14–17, 25–17        |       |                                              |  | Poliesportivo 1, Santiago Árbitros: ARG Leonardo Zalazar CHI Felipe Ibarra PUR Carmelo de la Rosa |  |
| 27 de outubro 13:00 | Relatório | Pts: Durán 22 Rbts: Fajardo 16 Asts: Durán, Pérez 6 |       | Pts: Ramírez 13 Rbts: Lara 7 Asts: Ramírez 5 |  | Poliesportivo 1, Santiago Árbitros: ARG Leonardo Zalazar CHI Felipe Ibarra PUR Carmelo de la Rosa |  |

## Fase final
|  | Semifinais            | Semifinais            |    |                       | Final                 | Final |  |
|  |                       |                       |    |                       |                       |       |  |
|  | 28 de outubro – 17:30 |                       |    |                       |                       |       |  |
|  | Cuba                  | 48                    |    |                       |                       |       |  |
|  | Colômbia              | 73                    |    |                       |                       |       |  |
|  |                       |                       |    |                       |                       |       |  |
|  |                       |                       |    |                       | 29 de outubro – 20:00 |       |  |
|  |                       |                       |    |                       | Colômbia              | 40    |  |
|  |                       | Brasil                | 50 |                       |                       |       |  |
|  |                       |                       |    |                       |                       |       |  |
|  |                       |                       |    |                       |                       |       |  |
|  |                       |                       |    |                       | Disputa pelo bronze   |       |  |
|  | 28 de outubro – 20:00 | 28 de outubro – 20:00 |    | 29 de outubro – 17:00 | 29 de outubro – 17:00 |       |  |
|  | Brasil                | 77                    |    | Cuba                  | 66                    |       |  |
|  | Argentina             | 57                    |    |                       | Argentina             | 75    |  |

### Semifinais
| 28 de outubro 17:30 | Relatório | Cuba                                                 | 48–73 | Colômbia                                        |  | Poliesportivo 1, Santiago Árbitros: VEN Daniel García MEX Krishna Domínguez CHI Felipe Ibarra |  |
| 28 de outubro 17:30 | Relatório | Placar por quarto: 16–17, 12–28, 10–12, 10–16        |       |                                                 |  | Poliesportivo 1, Santiago Árbitros: VEN Daniel García MEX Krishna Domínguez CHI Felipe Ibarra |  |
| 28 de outubro 17:30 | Relatório | Pts: Despaigne 11 Rbts: Despaigne 12 Asts: Montero 3 |       | Pts: López 15 Rbts: Arias, Vente 6 Asts: Ríos 8 |  | Poliesportivo 1, Santiago Árbitros: VEN Daniel García MEX Krishna Domínguez CHI Felipe Ibarra |  |

| 28 de outubro 20:00 | Relatório | Brasil                                                 | 77–57 | Argentina                                                                |  | Poliesportivo 1, Santiago Árbitros: PUR Luis Vázquez URU Andrés Bartel CAN Kevin Lei |  |
| 28 de outubro 20:00 | Relatório | Placar por quarto: 27–17, 15–18, 19–11, 16–11          |       |                                                                          |  | Poliesportivo 1, Santiago Árbitros: PUR Luis Vázquez URU Andrés Bartel CAN Kevin Lei |  |
| 28 de outubro 20:00 | Relatório | Pts: Zabani 19 Rbts: Fausto 13 Asts: Darrigo, Zabani 4 |       | Pts: Gauna 14 Rbts: Gauna, Jourdheuil, Kolff 5 Asts: Fernández, Suárez 3 |  | Poliesportivo 1, Santiago Árbitros: PUR Luis Vázquez URU Andrés Bartel CAN Kevin Lei |  |

### Disputa pelo sétimo lugar
| 28 de outubro 10:30 | Relatório | Porto Rico                                    | 75–70 | México                                     |  | Poliesportivo 1, Santiago Árbitros: ARG Leonardo Zalazar URU Alan dos Santos HON Orlando Varela |  |
| 28 de outubro 10:30 | Relatório | Placar por quarto: 13–22, 17–17, 22–19, 23–12 |       |                                            |  | Poliesportivo 1, Santiago Árbitros: ARG Leonardo Zalazar URU Alan dos Santos HON Orlando Varela |  |
| 28 de outubro 10:30 | Relatório | Pts: Rosado 21 Rbts: Roma 8 Asts: Rosado 4    |       | Pts: Lara 17 Rbts: Ramos 7 Asts: Ramírez 4 |  | Poliesportivo 1, Santiago Árbitros: ARG Leonardo Zalazar URU Alan dos Santos HON Orlando Varela |  |

### Disputa pelo quinto lugar
| 28 de outubro 13:00 | Relatório | Chile                                               | 70–79 | Venezuela                                   |  | Poliesportivo 1, Santiago Árbitros: COL Carlos Vélez ARG Micaela Prado BRA Fernando Leite |  |
| 28 de outubro 13:00 | Relatório | Placar por quarto: 20–16, 17–17, 18–28, 23–18       |       |                                             |  | Poliesportivo 1, Santiago Árbitros: COL Carlos Vélez ARG Micaela Prado BRA Fernando Leite |  |
| 28 de outubro 13:00 | Relatório | Pts: García, Ovalle 12 Rbts: Gómez 9 Asts: García 5 |       | Pts: Durán 22 Rbts: Urbina 9 Asts: Urbina 6 |  | Poliesportivo 1, Santiago Árbitros: COL Carlos Vélez ARG Micaela Prado BRA Fernando Leite |  |

### Disputa pelo bronze
| 29 de outubro 17:00 | Relatório | Cuba                                                         | 66–75 | Argentina                                               |  | Poliesportivo 1, Santiago Árbitros: BRA Alan dos Santos PUR Carmelo de la Rosa URU Aline García |  |
| 29 de outubro 17:00 | Relatório | Placar por quarto: 12–23, 18–16, 16–19, 20–17                |       |                                                         |  | Poliesportivo 1, Santiago Árbitros: BRA Alan dos Santos PUR Carmelo de la Rosa URU Aline García |  |
| 29 de outubro 17:00 | Relatório | Pts: Galindo 27 Rbts: Contreras 8 Asts: Armentero, Montero 3 |       | Pts: Suárez 27 Rbts: Gauna, Gentinetta 11 Asts: Gauna 5 |  | Poliesportivo 1, Santiago Árbitros: BRA Alan dos Santos PUR Carmelo de la Rosa URU Aline García |  |

### Disputa pelo ouro
| 29 de outubro 20:00 | Relatório | Colômbia                                  | 40–50 | Brasil                                                |  | Poliesportivo 1, Santiago Árbitros: VEN Daniel García CAN Kelsey Kisilevich HON Orlando Varela |  |
| 29 de outubro 20:00 | Relatório | Placar por quarto: 15–23, 8–9, 6–6, 11–12 |       |                                                       |  | Poliesportivo 1, Santiago Árbitros: VEN Daniel García CAN Kelsey Kisilevich HON Orlando Varela |  |
| 29 de outubro 20:00 | Relatório | Pts: Delgado 15 Rbts: Paz 14 Asts: Ríos 5 |       | Pts: De Souza 13 Rbts: De Souza 12 Asts: Dos Santos 4 |  | Poliesportivo 1, Santiago Árbitros: VEN Daniel García CAN Kelsey Kisilevich HON Orlando Varela |  |

## Classificação final
| Pos.              | Equipe     | Campanha | Campanha | Campanha |
| Pos.              | Equipe     | V        | D        |          |
| ----------------- | ---------- | -------- | -------- | -------- |
| Medalha de ouro   | Brasil     | 5        | 0        |          |
| Medalha de prata  | Colômbia   | 3        | 2        |          |
| Medalha de bronze | Argentina  | 3        | 2        |          |
| 4                 | Cuba       | 2        | 3        |          |
| 5                 | Venezuela  | 2        | 2        |          |
| 6                 | Chile      | 1        | 3        |          |
| 7                 | Porto Rico | 2        | 2        |          |
| 8                 | México     | 0        | 4        |          |